# Prefectuur Haidong
De prefectuur Haidong (Vereenvoudigd Chinees: 海东地区; Traditioneel Chinees: 海東地區; Pinyin: Hǎidōng dìqū) is een prefectuur in het oosten van de provincie Qinghai, China. De prefectuur ligt aan de grens met Gansu en is de enige niet-autonome prefectuur in de provincie. In het verleden waren delen van Haidong onderdeel van de historische Tibetaanse provincie Amdo. De hoofdstad van de prefectuur is Ping'an in het gelijknamige arrondissement.

## Bestuurlijke divisies
De regio bestaat uit zes divisies op arrondissementniveau, waarvan er vier autonoom zijn voor Hui, Tu en Salar. Er is geen speciaal arrondissement voor Tibetanen.
| Arrondissement                          | Arrondissement     | Administratief centrum | Administratief centrum |
| Naam                                    | Chinees            | Naam                   | Chinees                |
| --------------------------------------- | ------------------ | ---------------------- | ---------------------- |
| Arrondissement Ping'an                  | 平安县             | Ping'an                | 平安镇                 |
| Arrondissement Ledu                     | 乐都县             | Nianbai                | 碾伯镇                 |
| Autonoom Hui en Tu Arrondissement Minhe | 民和回族土族自治县 | Chuankou               | 川口镇                 |
| Autonoom Tu Arrondissement Huzhu        | 互助土族自治县     | Weiyuan                | 威远镇                 |
| Autonoom Hui Arrondissement Hualong     | 化隆回族自治县     | Bayan                  | 巴燕镇                 |
| Autonoom Salar Arrondissement Xunhwa    | 循化撒拉族自治县   | Jishi                  | 积石镇                 |